# Harry Brophy
Harry Brohpy, diminutivo di Henry Frederick Brophy (Leicester, 22 ottobre 1916 – Bedford, 6 novembre 1996) è stato un allenatore di calcio e calciatore inglese, di ruolo difensore.

## Caratteristiche tecniche
Era un difensore centrale.

## Carriera

### Giocatore
Dopo aver trascorso la stagione 1933-1934 nelle giovanili dell'Arsenal trascorre le stagioni 1934-1935 e 1935-1936 in prestito rispettivamente ai semiprofessionisti del Canterbury Waverley ed a quelli del Margate, per poi tornare ai Gunners, con cui rimane in squadra per due stagioni senza mai riuscire ad esordire in partite ufficiali con la prima squadra e venendo invece impiegato con frequenza nelle riserve; durante una di queste stagioni si rompe anche una gamba in un contrasto di gioco, il che limita ulteriormente il suo impiego. Successivamente nella stagione 1938-1939 fa il suo effettivo esordio tra i professionisti, mettendo a segno 5 reti in 37 presenze in seconda divisione con il Southampton, che di fatto restano anche le sue uniche in carriera nei campionati della Football League (oltre alla prima partita della stagione successiva, poi sospesa ed annullata): a partire dalla stagione successiva i campionati vengono infatti sospesi per via degli eventi della seconda guerra mondiale (a cui peraltro Brophy prende parte, combattendo anche a Dunkerque). Di fatto, coprendo gli anni dal 1939 al 1946 (ovvero quelli senza campionati ufficiali in Inghilterra) le stagioni dai 23 ai 30 anni di età di Brophy, la sua carriera ne risulta pesantemente influenzata: oltre ad alcune sporadiche apparizioni con vari club londinesi in incontri amichevoli negli anni '40 e con lo stesso Southampton, gioca infatti solamente dal 1949 al 1952 con il Corinthian Club, un club semiprofessionistico dell'Australia (Paese in cui era emigrato dopo la guerra).

### Allenatore
Sempre in Australia inizia la sua carriera da allenatore, che consiste nell'allenare la nazionale locale dal 1954 al 1955; successivamente dal 1957 al 1959 ha allenato la nazionale delle Mauritius, mentre nel 1962 e nel 1963 ha allenato per due stagioni nella prima divisione australiana. Successivamente nel 1989 è tornato a vivere in Inghilterra.